# طوني تمبل
طوني تمبل (بالإنجليزية: Tonny Temple)‏ هو لاعب كرة قدم أمريكي في مركز الهجوم، ولد في 2 سبتمبر 2000 في ميلفيل في الولايات المتحدة. لعب مع بثلهام ستييل.